# 화동문화재단
화동문화재단은 문화, 종교, 언론 발전을 위한 장학, 연구, 조사, 개발, 보급 사업과 관련단체에 대한 지원을 통해 사회일반의 이익에 공여 및 선진 문화 창달에 기여할 목적으로 2007년 8월 21일 설립된 문화체육관광부 소관의 재단법인이다. 사무실은 서울특별시 중구 서소문로 100 (서소문동)에 있다.

## 주요 업무
- 문화, 종교, 언론 발전을 위한 장학사업
- 문화, 종교, 언론 발전을 위한 학문의 연구, 조사, 개발, 보급
- 문화발전을 위한 학문적 연구 및 문화행사 지원사업 등